# 184784 Bettiepage
184784 Bettiepage è un asteroide della fascia principale. Scoperto nel 2005, presenta un'orbita caratterizzata da un semiasse maggiore pari a 3,0813743 UA e da un'eccentricità di 0,0748977, inclinata di 8,57781° rispetto all'eclittica.
L'asteroide era stato inizialmente battezzato 184784 Vasyakulbeda per poi essere corretto nella denominazione attuale. L'eponimo venne poi attribuito all'asteroide 332084 Vasyakulbeda.
Inoltre l'eponimo Bettiepage era stato inizialmente assegnato a 13858 Ericchristensen che ricevette poi l'attuale denominazione.
L'asteroide è dedicato alla modella statunitense Bettie Page.